# 1865年鐵路
此條目列出1865年發生有關鐵路運輸的事件。

## 事件

### 2月
- ：美利堅聯盟國授權軍管鐵路。

### 5月
- 5月：泰爾依鐵路通車。

### 7月
- 7月：北京宣武門至和平門之間的展覽鐵路建成，不過隨即被清朝官員拆除。

### 10月
- 10月2日：錫蘭政府鐵路首段通車，來往科倫坡至阿姆比普薩。

### 12月
- 12月23日：倫敦大都會鐵路東延至沼澤門站。